# 布里奇沃特和西薩默塞特 (英國國會選區)
布里奇沃特和西薩默塞特（英語：Bridgwater and West Somerset），英國國會一郡選區，位於英格蘭西南部薩默塞特郡西北部，包括了西薩默塞特全部和塞奇穆爾南部。
本區始設於2010年。2010年大選中保守黨的伊恩·利德爾-格蘭傑以45.3%選票勝出該區成功連任。